# Ornithidium fimbriatilobum
Ornithidium fimbriatilobum là một loài thực vật có hoa trong họ Lan. Loài này được (Carnevali & G.A.Romero) M.A.Blanco & Ojeda mô tả khoa học đầu tiên năm 2007.